# Шость, Виктор Васильевич
Виктор Васильевич Шость (род. 1 мая 1952, село Поповка, Харьковская область) — советский и российский оперный певец (бас); Народный артист Украины, Заслуженный артист Российской Федерации (2001).

## Биография
В 1981 г. окончил ГИТИС им. А. В. Луначарского (класс профессора Народного артиста РСФСР А. А. Григорьева) по специальности «актёр музыкального театра»; стажировался в Большом театре.
С 1983 г. — солист Харьковского театра оперы и балета им. Н. В. Лысенко, в 1984—1990 гг. — Пермского театра оперы и балета им. П. И. Чайковского. С 1990 г. — солист Большого театра.

### Семья
Мать — Мария Яковлевна Шость.
Жена — Любовь Валентиновна Усова.

## Творчество
Участвовал в фестивалях оперного искусства им. Ф. И. Шаляпина (Казань), им. Л. В. Собинова (Саратов), «Ирина Архипова представляет…»
Гастролировал в Германии, Италии, США (Детройт — Тимур в опере «Турандот» Дж. Пуччини). В концертах исполняет украинские песни, произведения современных авторов.
В Перми снялся в роли Хованского в телевизионной версии оперы М. П. Мусоргского «Хованщина».

### Оперные партии
- Гремин «Евгений Онегин» П. И. Чайковского.
- Кочубей — «Мазепа» П. И. Чайковского.
- Мамыров — «Чародейка» П. И. Чайковского.
- Рене; Бертран — «Иоланта» П. И. Чайковского.
- Малюта; Собакин — «Царская невеста» Н. А. Римского-Корсакова.
- Мороз — «Снегурочка» Н. А. Римского-Корсакова.
- Голова — «Ночь перед Рождеством» Н. А. Римского-Корсакова.
- Хованский — «Хованщина» М. П. Мусоргского.
- Борис; Варлаам — «Борис Годунов» М. П. Мусоргского.
- Кончак — «Князь Игорь» А. П. Бородина.
- Инквизитор — «Огненный ангел» С. С. Прокофьева.
- Болконский; Кутузов «Война и мир» С. С. Прокофьева.
- Бартоло; Базилио — «Севильский цирюльник» Дж. Россини.
- Колен; Бенуа — «Богема» Дж. Пуччини.
- Бозу; Комиссар — «Чио-Чио-сан» Дж. Пуччини.
- Рамфис — «Аида» Дж. Верди.
- Феррандо — «Трубадур» Дж. Верди.

## Награды и признание
- Заслуженный артист Российской Федерации (10 октября 2002 года) — за заслуги в области искусства[1].
- Народный артист Украины.
- лауреат международных конкурсов оперных исполнителей им. Ф. И. Шаляпина (Казань, 1988; Москва, 1993).